# María de San Pedro
María de San Pedro (en francés: Marie de Saint-Pierre) (4 de octubre de 1816-8 de julio de 1848) fue una carmelita descalza que vivió en Tours, Francia. Es conocida por haber iniciado la devoción al Santo Rostro de Jesús, que ahora es una de las devociones católicas aprobadas, y por la Oración de la Flecha de Oro. También introdujo el sacramental Saquito.

## Vida
Marie nació el 4 de octubre de 1816 en Rennes, región de Bretaña, hija de Pedro y Frances Portier Eluere, y fue bautizada en la iglesia de San Germán. De niña se llamaba Perrine. Su madre murió a los doce años y fue enviada a aprender corte y confección con dos de sus tías paternas. El 13 de noviembre de 1839 ingresó en el Carmelo de Tours, un monasterio carmelita que tenía una especial devoción al Sagrado Corazón. Perrine tenía una especial devoción a la Santa Infancia de Jesús. Profesó como monja carmelita descalza con el nombre de María de San Pedro y de la Sagrada Familia (en francés: Sœur Marie de Saint-Pierre et de la Sainte Famille) el 8 de junio de 1841.
El 8 de agosto de 1843 el Papa Gregorio XVI promulgó un breve papal para la erección de una cofradía bajo el patrocinio de Luis IX de Francia para la reparación de la blasfemia contra el Santo Nombre de Dios. El 26 León Dupont, el "santo varón de Tours", distribuyó entre varias de las comunidades de Tours, una oración en honor al Santo Nombre de Dios. Las oraciones habían circulado entre todas las casas religiosas de la ciudad, pero a pesar de estar en términos amistosos con los carmelitas, León Dupont aparentemente las olvidó.
María relató que dieciocho días después, al comenzar su oración vespertina, Jesús le hizo comprender que le daría una oración de reparación, un "puñal de oro" por la blasfemia contra su Santo Nombre. Le dijo que la devoción que le confiaba debía tener como objetivo no sólo la reparación por la blasfemia, sino también la reparación por la profanación del Día Santo del Señor. Ella declaraba invariablemente que estas locuciones interiores no eran ni visiones, ni apariciones; que las verdades que se le mostraban no se exhibían bajo una forma eterna, ni oía físicamente lo que se le encargaba relatar.
De 1844 a 1847 María de San Pedro informó que tenía "comunicaciones" de Jesús sobre la difusión de la devoción a su Santa Faz. Informó que experimentó lo que su biógrafo, Janvier, denomina "una visión interior". En repetidas ocasiones describe que mientras estaba en meditación "El Señor me dio a entender" visiones particulares. Según María de San Pedro, Jesús le dijo que deseaba la devoción a su Santa Faz en reparación por el sacrilegio y la blasfemia, que describió como una "flecha envenenada".  Ella escribió la «Devoción a la Santa Faz de la Flecha de Oro»  que, según ella, le fue dictada por Jesús. Esta oración es ahora un conocido acto de reparación a Jesucristo.
La devoción que inició fue promovida por León Dupont. Dupont rezó y promovió el caso de la devoción al Santo Rostro de Jesús durante unos 30 años. Los documentos relativos a la vida de María de San Pedro y la devoción fueron conservados por la Iglesia Católica. Finalmente, en 1874 Charles-Théodore Colet fue nombrado nuevo arzobispo de Tours. El arzobispo Colet examinó los documentos y en 1876 dio permiso para que se publicaran y se fomentara la devoción. La Devoción al Santo Rostro de Jesús fue finalmente aprobada por el Papa León XIII en 1885.
Casi 50 años más tarde, otra monja francesa carmelita descalza, Teresa de Lisieux escribió una serie de poemas y oraciones en la década de 1890 que también ayudaron a difundir la devoción al Santo Rostro. En la década de 1930, una monja italiana, Maria Pierina De Micheli asoció la imagen del Santo Rostro de Jesús de la Sábana Santa de Turín con la devoción e hizo la primera Medalla del Santo Rostro.
La primera Medalla de la Santa Faz fue ofrecida al Papa Pío XII que la aceptó y aprobó la devoción en 1958 y declaró la Fiesta de la Santa Faz de Jesús como Martes de Carnaval, el martes anterior al Miércoles de Ceniza, para todos los católicos.
María murió víctima de Tuberculosis con fama de santidad. Enterrada en el cementerio de Saint-Jean des Corps, su tumba se convirtió rápidamente en un lugar de peregrinación y varias personas relataron milagros obtenidos por su intercesión. El 13 de noviembre de 1857 su cuerpo es trasladado a la iglesia del convento carmelita (en la capilla a la derecha de la entrada) dónde una losa de mármol indica el lugar de depósito de las reliquias.

## Oración de la Flecha de Oro
"La oración de la Flecha de Oro" se basa en informes de conversaciones interiores de Jesús por María de San Pedro, del Carmelo de Tours, en 1843. Es una oración de reparación en alabanza del Santo Nombre de Jesús. También es una reparación por la profanación del domingo y de los días de precepto.
Se dice que el 16 de marzo de 1844, Jesús le dijo a María: "Oh, si supieras el gran mérito que adquieres al decir aunque sea una vez, Admirable es el Nombre de Dios, en un espíritu de reparación por la blasfemia".
María declaró que Jesús le dijo que los dos pecados que más le ofenden son la blasfemia y la profanación del domingo. Llamó a esta oración la "Flecha de Oro", diciendo que los que la recitaran lo traspasarían deliciosamente, y también curarían aquellas otras heridas que le infligía la malicia de los pecadores. María de San Pedro vio "brotar del Sagrado Corazón de Jesús, deliciosamente herido por esta 'Flecha de Oro', torrentes de gracias para la conversión de los pecadores".
En su libro escribió que en sus visiones Jesús le dijo que un acto de sacrilegio o blasfemia es como una "flecha envenenada", de ahí el nombre de "Flecha de Oro" para esta oración reparadora.
La oración es la siguiente:
Que el santísimo, sacratísimo, adorable,
el incomprensible e inefable Nombre de Dios
sea por siempre alabado, bendecido, amado, adorado
y glorificado en el cielo, en la tierra
y bajo la tierra, por todas las criaturas
por todas las criaturas de Dios
y por el Sagrado Corazón de Nuestro Señor Jesucristo,
en el Santísimo Sacramento del Altar.
Amén.

## El pequeño evangelio
El "Pequeño evangelio", o el Evangelio del Santo Nombre de Jesús, es una devoción católica que, según la tradición, fue revelada místicamente por Jesucristo a María de San Pedro en 1847, en un monasterio de Tours, Francia.
Consiste en un pequeño folleto en el que está impreso el breve Evangelio de la Circuncisión, que figura en el Lucas 2:21 y que menciona la entrega del nombre "Jesús"; una imagen de Cristo; las iniciales IHS que representan el Santo Nombre de Jesús; y alguna invocación junto con las líneas, "Cuando Jesús fue nombrado - Satanás fue desarmado."  Este folleto se dobla en un pequeño cuadrado, se encierra en una pequeña bolsa y se distribuye a los fieles, a los que se anima a decir con frecuencia: "Bendito sea el Santísimo Nombre de Jesús sin fin" mientras lo llevan puesto.